# Gardner Pinnacles
Els Gardner Pinnacles (en hawaià Pūhāhonu) són dues roques de les illes de Sotavent de Hawaii. Estan situades a 174 km al nord-oest de French Frigate Shoals. Les seves coordenades són: 25° 1′ N, 167° 59′ O / 25.017°N,167.983°O.
Consten de tres pinacles cònics d'origen volcànic de 90, 100 i 170 m d'altitud. Dos d'ells estan units a la mateixa roca separada 100 m de l'altra roca. La superfície total és de 0,02 km². Estan poblats per 12 espècies d'ocells tropicals.
Les roques van ser descobertes, el 2 de juny del 1820, pel capità nord-americà Joseph Allen, del vaixell Maro de Nantucket, el primer balener que havia arribat al port de Honolulu. Diferents vaixells van descriure Gardner Pinnacles durant el segle xix amb els noms de Man-of-War Rock o Pollard Rock.

## Geologia
Segons un estudi el 2020 a Earth and Planetary Science Letters, Pūhāhonu conté aproximadament 150.000 quilòmetres cúbics de roca, basats en un estudi sonar del 2014. Això el convertiria en el volcà més gran de la Terra. Només aproximadament un terç d'aquest volum està exposat a sobre del fons marí. La resta està enterrada a sota en un anell de runes, corall trencat i altres materials que s'han erosionat des del cim. Pūhāhonu pesa tant, segons indiquen els investigadors, que ha provocat que la crosta de la Terra fos propera i, per tant, el propi volcà, s'enfonsés centenars de metres durant milions d'anys.
En comparació, del fons del mar al cim, Mauna Loa, a la Gran Illa de Hawaii, és el volcà escut més alt de la Terra. Però no és tan gran com el Pūhāhonu; un estudi del 2013 estima el volum de Mauna Loa en 83.000 quilòmetres cúbics. El massís Tamu, un volcà de 4 quilòmetres d'alçada de la mida de les illes britàniques al fons marí de l'est del Japó, conté gairebé 7 milions de quilòmetres cúbics de material i que es va pensar que era el volcà d'escut més gran del món. Però es creu que el massís de Tamu es va formar al llarg de la dorsal oceànica en comptes d'una única font de magma. Això fa que el Pūhāhonu sigui el volcà escut més gran de la Terra.
El 2020, els autors de Sciencedirect.com Michael O.Garcia, Jonathan P.Tree, Paul Wessel, i John R. Smith de la Universitat de Hawaii van publicar un article titulat "Pūhāhonu: Earth's biggest and hottest shield volcano" (català: «Pūhāhonu: el volcà escut més gran i més calent de la Terra»). Aquest estudi, utilitzant "El nou mapeig batimètric i de gravetat, els càlculs de volum refinat i les anàlisis petrològiques demostren que el volcà hawaià Pūhāhonu és el volcà escut més gran i més calent de la Terra."

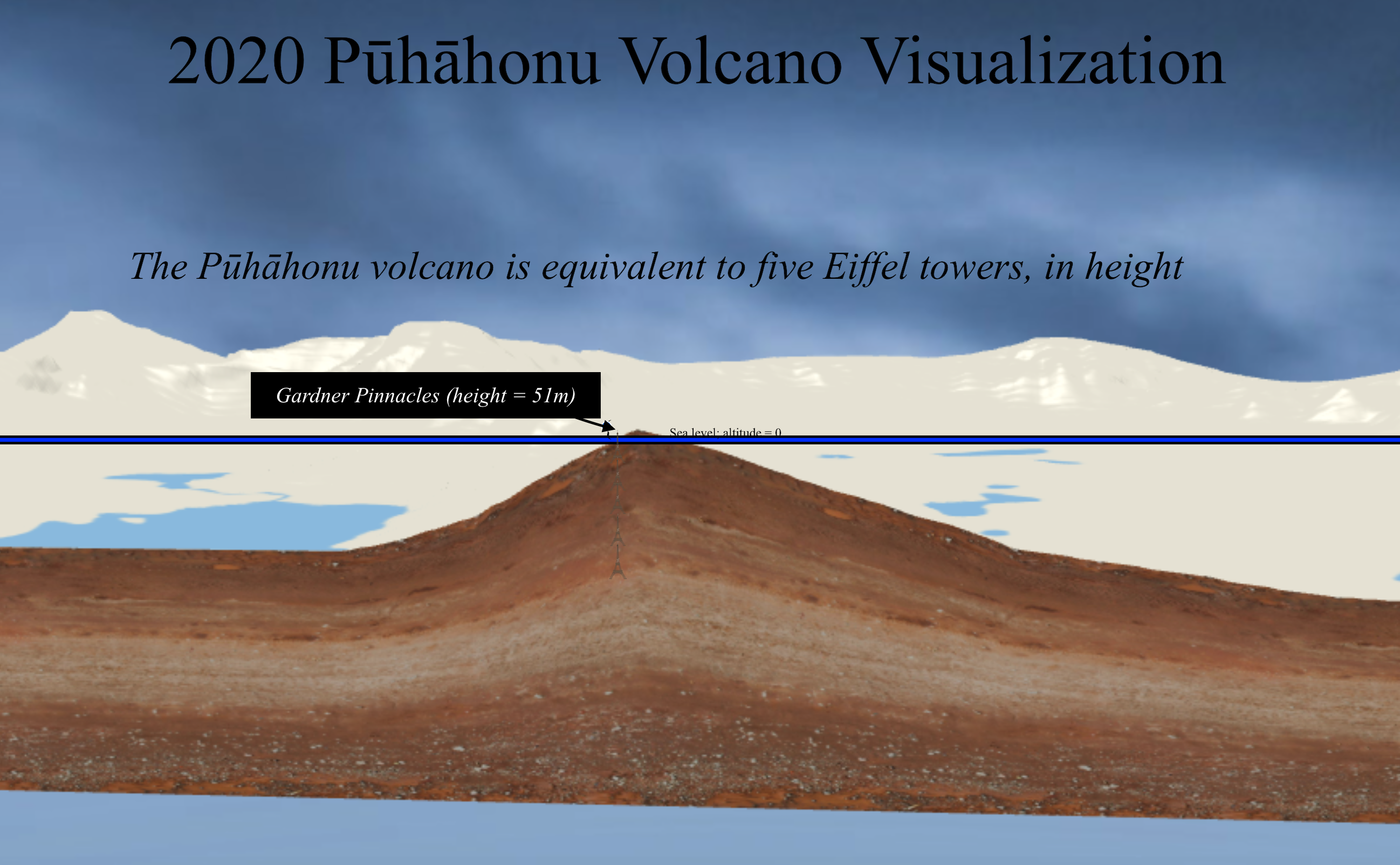
Alçada relativa de Pūhāhonu